# Juncus macrandrus
Juncus macrandrus är en tågväxtart som beskrevs av Frederick Vernon Coville. Juncus macrandrus ingår i släktet tåg, och familjen tågväxter. Inga underarter finns listade i Catalogue of Life.

## Bildgalleri

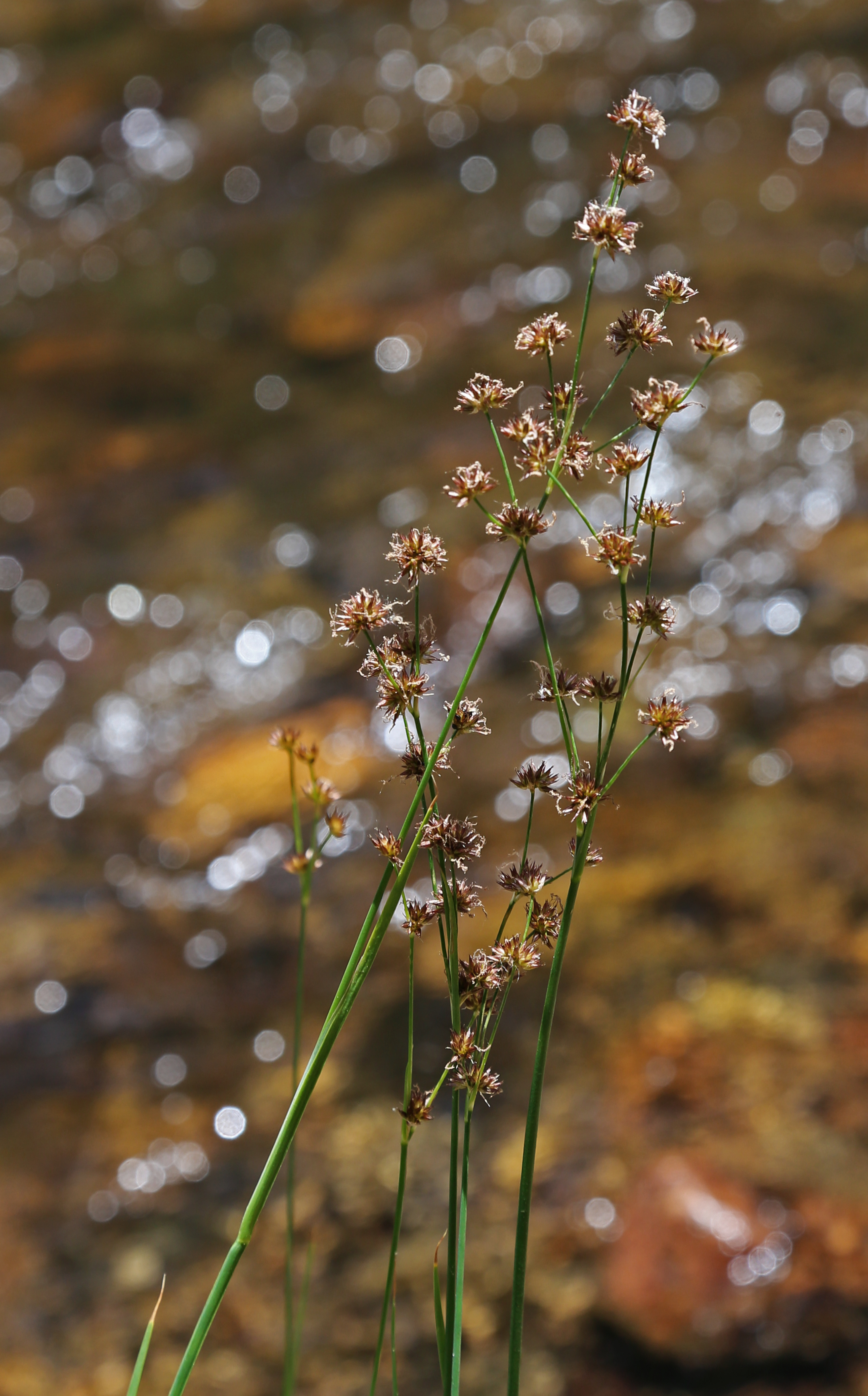